# Jaśmina Wójcik

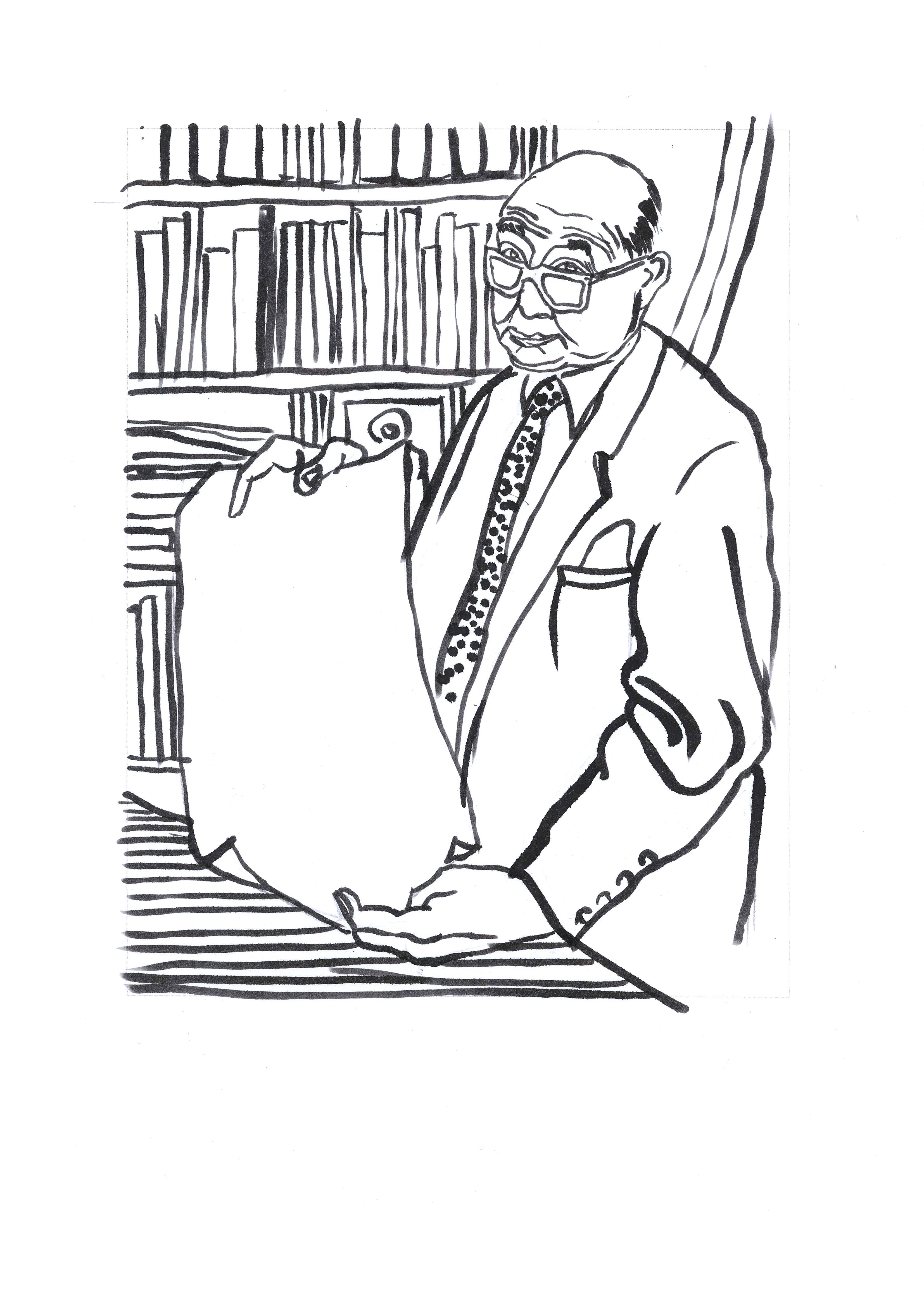
Ilustracja Wójcik z cyklu "Zygmunt Stępiński"

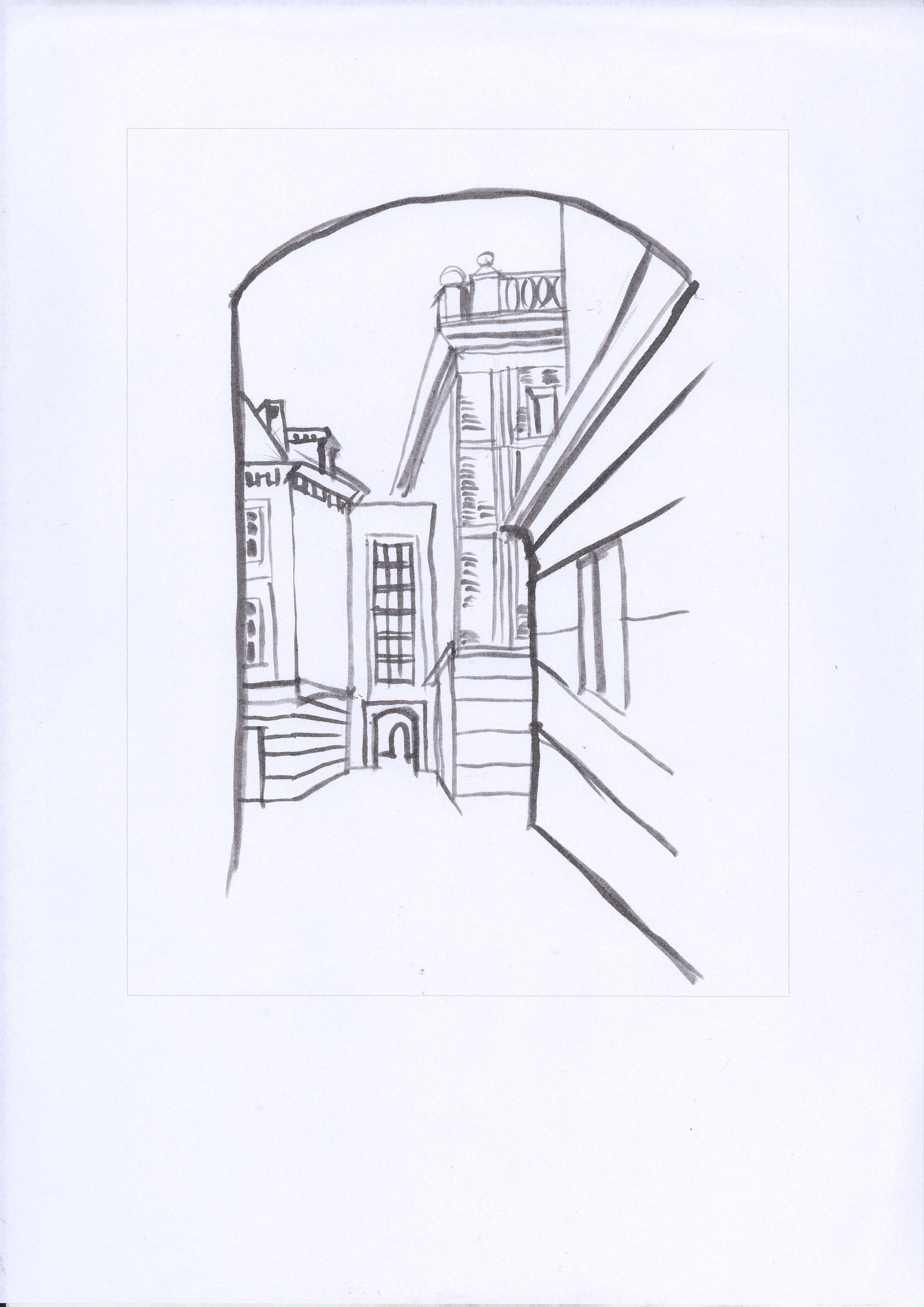
Ilustracja Wójcik ze zbiorów Zachęty

Jaśmina Wójcik-Wróblewska (ur. 22 stycznia 1983 w Warszawie) – polska aktywistka, artystka, reżyserka, pedagog akademicka i przedszkolna, tworząca głównie sztukę zaangażowaną. Jej najbardziej znaną realizacją są działania społeczno-artystyczne z byłymi pracownicami i pracownikami fabryki ciągników Ursus realizowane w latach 2011-2021.

## Życiorys
W 2008 ukończyła z wyróżnieniem Akademię Sztuk Pięknych w Warszawie w Pracowni Multimedialnej Kreacji Artystycznej prof. Stanisława Wieczorka, w której następnie pracowała jako asystentka u prof. Wiktora Jędrzejca. W 2011 roku uzyskała stopień doktora sztuki na tamtejszym Wydziale Grafiki w dziedzinie sztuk plastycznych, w dyscyplinie artystycznej sztuki piękne. W tym samym roku ukończyła także interdyscyplinarne studia podyplomowe „Sztuka / przestrzeń publiczna / demokracja – relacje i możliwości” w Szkole Wyższej Psychologii Społecznej w Warszawie.
Wykładała na wielu uczelniach, m.in. na Grafice w Społecznej Akademii Nauk w Warszawie, na Wydziale Sztuki Mediów na warszawskim ASP, od 2018 roku na Communication Design na SWPS w Poznaniu, na Wydziale Sztuki Nowych Mediów w Polsko-Japońskiej Akademii Technik Komputerowych w Warszawie. Od 2016 jest nauczycielem w Przedszkolu Niepublicznym „Świetlik Montessori”.
Laureatka I nagrody w Konkursie Samsung Art Master 2007, Grand Prix konkursu Kino Polska i Onetu, Grand Prix Warszawskiej Nagrody Edukacji Kulturalnej oraz Konkursu Nagrody Filmowej Muzeum Sztuki Nowoczesnej w Państwowym Instytucie Sztuki Filmowej w 2015 roku, a także konkursu filmów średniometrażowych na Międzynarodowym Festiwalu Filmowym Hot Docs w Toronto.

## Twórczość
Łączy swoją praktykę artystyczną ze społecznym aktywizmem (artywizm), tworząc zarówno prace wideo, jak i organizując akcje społeczne. Zwraca uwagę na zmarginalizowane społeczności, odpowiedzialność społeczną, wykluczenia w obszarze zbiorowej pamięci.
W swoich pierwszych pracach wideo, dość intymnych i egzystencjalnych, jak Improwizacja (2005-2007) czy Mastektomia (2007), podejmowała problemy starości i osamotnienia. W późniejszych projektach zaczęła używać formy spaceru jako artystycznego medium. W 2011 zorganizowała spacer w Kazimierzu Dolnym wzbogacony audioprzewodnikami i rysunkami inspirowanymi reportażami Hanny Krall, poświęcony dawnej żydowskiej społeczności miasta. W 2014 roku zrealizowała spacer Pamięć parku w Parku Tysiąclecia w Zielonej Górze oraz na terenie dawnej fabryki traktorów na warszawskim Ursusie, w którym użyła nagranych wywiadów z dawnymi pracownikami.

### Pamięć o zakładach Ursus i jego pracownikach
Praca ta stała się punktem wyjścia dla wielu projektów Wójcik związanych z nieczynną fabryką. Artywistka wykorzystała je do aktywizacji lokalnej społeczności i byłych robotników, czego kulminacją był film Ursus. Esej filmowy, a także Parada Traktorów w czerwcu 2014 roku, która przejechała z Placu Defilad na dawny teren fabryki.
Podsumowaniem tych działań był film Symfonia Fabryki Ursus, który od 2015 roku realizowała w Wajda Studio wraz z Igorem Stokfiszewskim. Został wydany w 2018 roku i poza historią mówioną korzystał także z tzw. pamięci ciała byłych pracowników. Film otrzymał nominację do Nagrody National Geographic w 2019 w ramach Millennium Docs Against Gravity oraz do nagrody Orły w 2020 roku, za najlepszy film dokumentalny.

## Wybrane realizacje
- 2005-2007, Improwizacja[7],
- 2007, Mastektomia[12],
- 2009, Samsara[13],
- 2012, Chowanie człowieka między ludźmi bez kontaktu z naturą doprowadza go do wynaturzeń[14],
- 2013, Pamięć parku[15],
- 2013, Spacer akustyczny po dawnych terenach Zakładów Przemysłu Ciągnikowego URSUS[16],
- 2014, Zakłady. Ursus 2014[17],
- 2018, Symfonia Fabryki Ursus[11].